# Nagykereki
Nagykereki is een plaats (község) en gemeente in het Hongaarse comitaat Hajdú-Bihar. Nagykereki telt 1384 inwoners (2001).